# جان هارولد برونفاند
جان هارولد برونفاند (بالإنجليزية: Jan Harold Brunvand)‏‏ (23 مارس 1933 في كاديلاك - ) عالم إنسان، وعالم اجتماع من الولايات المتحدة.

## الجوائز
- برنامج فولبرايت
- زمالة لجنة التحقق من الشك  [لغات أخرى]‏